# 다카와시정
다카와시정(일본어: 高鷲町)은 일본 오사카부 미나미카와치군에 설치되었던 정이다. 현재의 하비키노시에 해당한다.

## 역사
- 1889년 4월 1일 - 정촌제 시행으로, 단난군 다카와시촌(高鷲村)이 발족.
- 1896년 4월 1일 - 미나미카와치군 소속으로 변경
- 1955년 4월 1일 - 다카와시촌이 정제 시행으로 다카와시정(高鷲町)이 됨.
- 1956년 9월 30일 - 후루이치정·하니우촌·니시우라촌·고마가타니촌·단피촌과 합병하여 미나미오사카정이 발족. 다카와시정은 폐지됨.

## 교통

### 철도
- 긴키 닛폰 철도
  - 긴테쓰 미나미오사카선

## 참고문헌
- 角川日本地名大辞典 27 大阪府